# Bristol International Balloon Fiesta

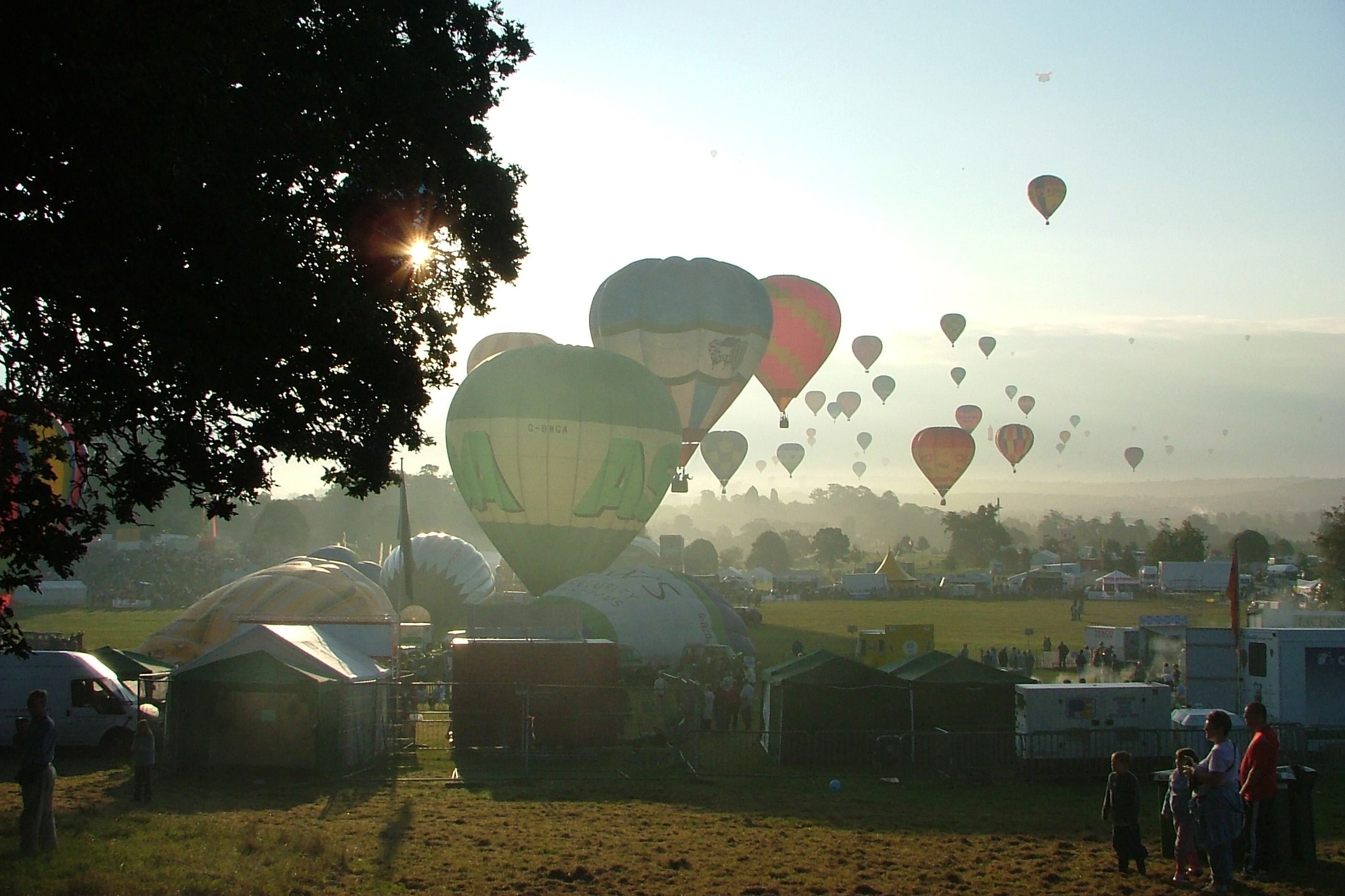
Zbiorowy start balonów o świcie w 2004r.

Bristol International Balloon Fiesta – międzynarodowy festiwal balonów na ogrzane powietrze odbywający się corocznie w Bristolu (Anglia). Choć jest organizowany zaledwie od 1979 r., stał się jednym z symboli miasta, gromadząc corocznie ponad 150 balonów i 500 000 widzów.

## Historia

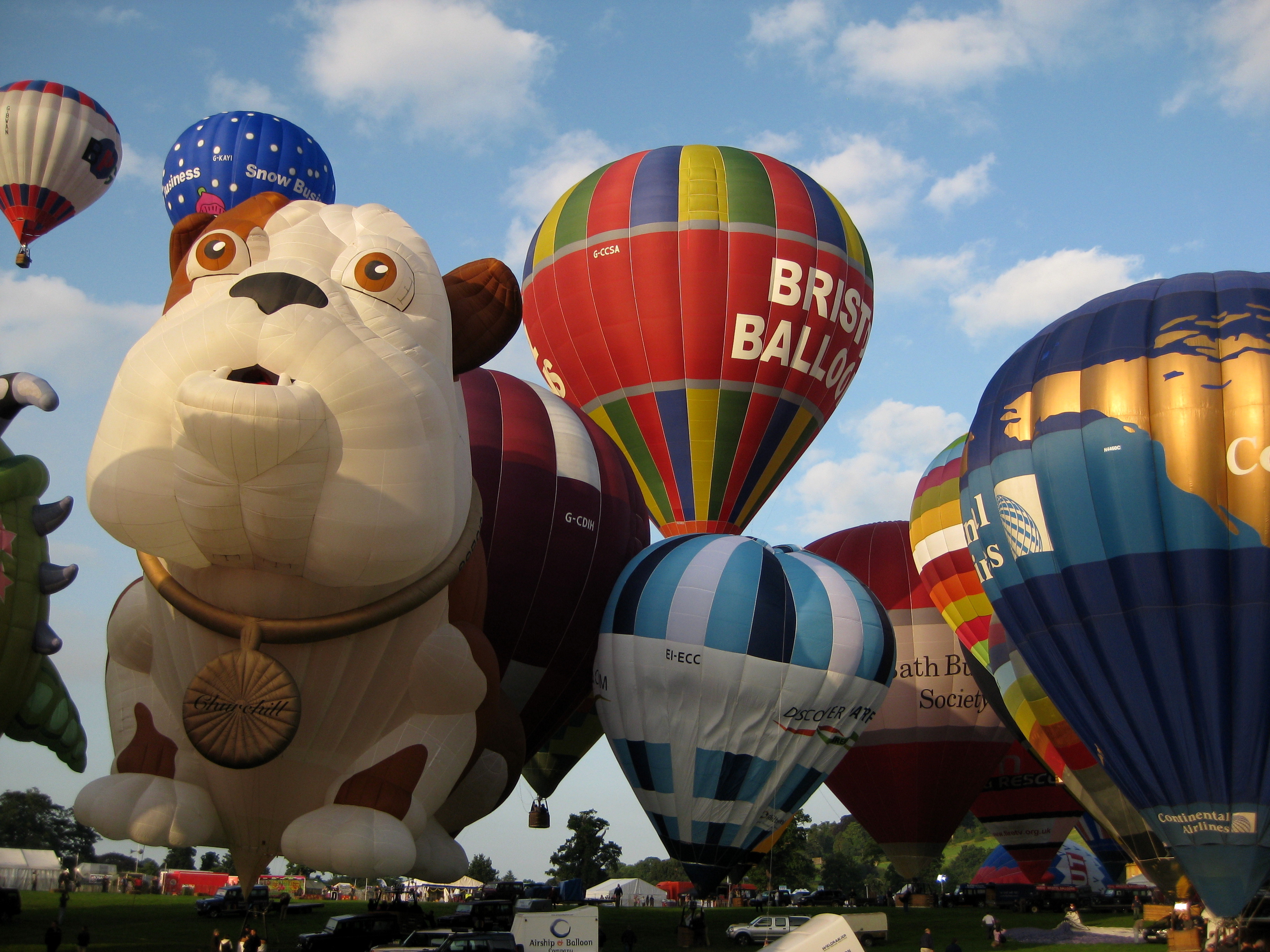
Na festiwalu pojawia się wiele balonów o nietypowych kształtach

W latach 60. XX wieku, Gilesa Bulmer, przyniósł do Bristol Gliding Club (Bristolski Klub Szybowcowy) magazyn National Geographic, w którym opisywano nowy typ balonu, wynalezionego w USA przez Eda Yosta. Siedmiu członków klubu podchwyciło pomysł i, pokonując wiele problemów, zbudowali "Bristol Belle", pierwszy nowoczesny balon w zachodniej Europie, którego dziewiczy lot odbył się 9 lipca 1967 roku.

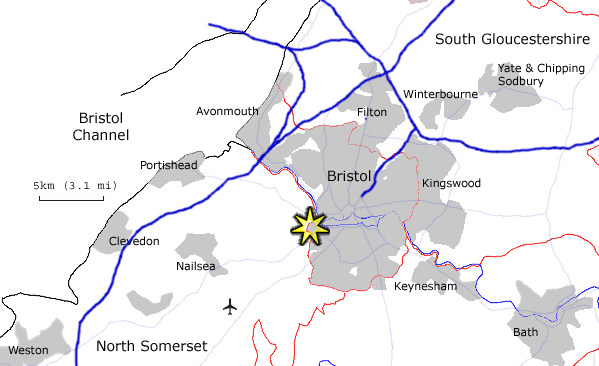
Lokalizacja Ashton Court na mapie Bristolu

Jeden z członków klubu, a zarazem pracownik Bristol Aeorplane Company, Don Cameron, zbudował hobbystycznie kilka balonów, na które nieoczekiwanie zaczął wzrastać popyt. Don porzucił dotychczasową pracę i w 1970 założył firmę Cameron Balloons. Testował a zarazem reklamował swoje produkty w spektakularnych przelotach m.in. nad Saharą i szczytami Alp. Gdy w 1978 jego lot przez Atlantyk zakończył się 100 mil od brzegów Francji, został zauważony przez Bristol Junior Chamber i zaproszony do opowiedzenia o swoich przygodach. Po wykładzie uczestnicy przenieśli się do pubu, gdzie szybko narodziła się idea Fiesty.
Na miejsce zabawy ustalono Ashton Court, dużą połać ziemi na terenie Bristolu, na której swoje modele testowała m.in. zlokalizowana niedaleko firma Camerona.
Pierwsza Bristol International Balloon Fiesta odbyła się w weekend 7-9 września 1979 r. Na niebie pojawiło się 27 balonów z kilku krajów m.in. z USA, Irlandii, Niemiec Zachodnich czy Luksemburga. W pierwszej Fieście uczestniczyli głównie miłośnicy baloniarstwa i lotnictwa. Jednak z każdym rokiem impreza ewoluowała i zyskiwała uznanie wśród ludzi. Ze względów atmosferycznych przeniesiono termin na początek sierpnia a czas trwania wydłużono do 4 dni.

## Fiesta obecnie

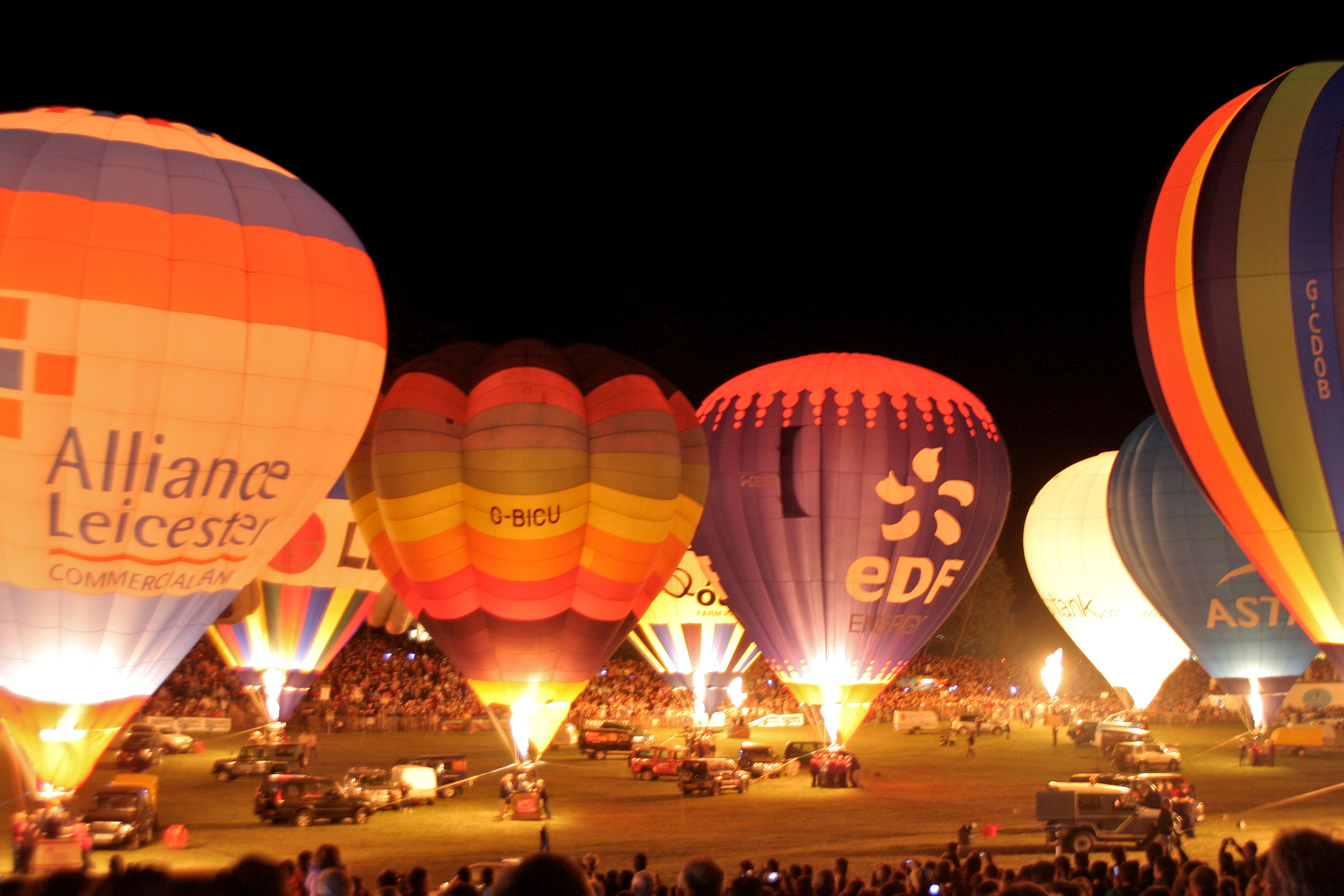
Night Glow jest często uważane za punkt kulminacyjny fiesty

W 2010 nad Bristolem unosiło się 150 balonów z wielu krajów, wśród nich balony uformowane w niecodzienne kształty takie jak wózek Tesco, latający spodek z USA czy ptak kiwi z Nowej Zelandii. Przy dobrej pogodzie zbiorowe starty odbywają się dwa razy dziennie około 6 rano i 18 wieczorem. Imprezie towarzyszy ponad 250 stoisk i namiotów z atrakcjami dla młodszych i starszych gości.
Jedną z atrakcji jest tzw. Night Glow, urządzane po zmierzchu w dniu otwarcia i zamknięcia Fiesty. Polega na zapalaniu i gaszeniu płomieni szeregu balonów w rytm grającej muzyki.
Z uwagi na znaczne przeciążenia mostu Clifton Suspension Bridge wywołane przez tłumy wracające z Fiesty w 2003 roku, od 2004 most w określonych godzinach imprezy jest zamykany dla ruchu.